# Aberto de São Paulo 2012
El torneo Aberto de São Paulo 2012 es un torneo profesional de tenis. Pertenece al ATP Challenger Series 2012. Se disputó su 12.ª edición sobre superficie dura, en San Pablo, Brasil entre el 2 y el 8 de enero de 2012.

## Campeones

### Individual Masculino
- Thiago Alves derrotó en la final a  Gastão Elias, 7–6(7–5), 7–6(7–1)

### Dobles Masculino
- Fernando Romboli /  Júlio Silva derrotaron en la final a  Jozef Kovalík /  José Pereira, 7–5, 6–2